# Торговельна угода проти контрафакту
Торгове́льна уго́да про́ти контрафа́кту (Anti-Counterfeiting Trade Agreement, ACTA) — багатостороння міжнародна угода, що встановлює міжнародні стандарти у боротьбі з порушеннями інтелектуальної власності. Документ встановлює ряд правових норм в глобальному масштабі. До угоди може приєднатися будь-яка держава зацікавлена у співпраці в рамках запропонованої угоди. Новостворений адміністративний орган буде повністю незалежним від існуючих міжнародних інституцій, що займалися подібними питаннями досі, таких як Світова організація торгівлі (СОТ), Всесвітня організація інтелектуальної власності (ВОІВ) або інші установи ООН. Предметом урегулювання є питання обігу контрафактних товарів, засади торгівлі непатентованими лікарськими препаратами та проблема розповсюдження творів, що охороняються законом про авторське право через Інтернет (т. зв. «інтернет-піратство»).
Угоду ACTA підписали 22 країни, що входять до Євросоюзу
Цю угоду також підтримали США, Австралія, Канада, Японія, Марокко, Нова Зеландія, Сінгапур та Південна Корея. Проте після численних протестів деякі країни вирішили відмовитися від підтримки угоди. Проти АСТА проголосувало 478 депутатів Європарламенту, «за» висловилося 39.
У XXI ст. розвинені країни (переважно США, Японія та деякі країни ЄС), активізували свої зусилля для вилучення з вільного доступу у мережі Інтернет піратських копій пропрієтарного цифрового контенту (далі — «ПЦК»), тобто програм, електронних книг, операційних системи тощо. Вони пропонують встановити жорсткі правові заходи боротьби із піратством. На то є поважні матеріальні причини. Так, найбільш прибуткову частку експорту США займає не експорт авто, чи навіть комп'ютерної техніки, а продаж голлівудських фільмів (у 1997 р. їх експортна вартість перевищувала 30 млрд дол. США на рік [1, 4]. Росте попит і на інші цифрові товари. (див. статтю Чибисов Д. М. http://www.nbuv.gov.ua/portal/Soc_Gum/Ms/texts.html).

## Робота над угодою
Проєкт міжнародної угоди розроблявся в Японії та США з 2006 року. Канада, Європейський Союз та Швейцарія приєднались до обговорень протягом 2006–2007 років. Офіційні переговори, до яких також приєдналися Австралія, Мексика, Марокко, Нова Зеландія, Південна Корея та Сінгапур розпочалися в червні 2008 р. Інформація щодо обговорюваних змін мала залишатися в таємниці, однак серія витоків мала місце 2008 року, 2009 i 2010 рр. Занепокоєння у засобах масової інформації викликав уже початковий проєкт, оприлюднений 22 травня 2008 року сервісом WikiLeaks. Окрім урядових представництв, в обговоренні угоди брав участь консультативний комітет, до складу якого входили представники великих американських корпорацій.
У ході п'ятого раунду переговорів у Марокко в липні 2009 року учасники підтвердили бажання завершити переговори якнайшвидше у 2010 році. Зрештою, 20 квітня 2010 року, було оприлюднено офіційну версію проєкту угоди. Проєкт викликав спротив з боку академічних кіл, юристів-практиків, а також організацій, що займаються суспільно-корисними справами. На конференції у Вашингтонському інституті права (червень 2010 r.) вони виступили зі спільною заявою, в якій підкреслювалося, що поточна версія ACTA загрожує багатьом аспектам, що становлять суспільний інтерес. Група правників підписала петицію, звернену до президента Сполучених Штатів, з проханням зупинити роботи над угодою і внести істотні зміни. Наступний варіант проєкту угоди був прийнятий в ході 11 раунду переговорів у Токіо 2 жовтня 2010 Готовий текст був представлений 15 листопада 2010
1 жовтня 2011 в Токіо угоду підписали Канада, США, Австралія, Японія, Марокко, Нова Зеландія, Сінгапур та Південна Корея. Мексика, Швейцарія і Європейський Союз утримався від підписання, але взяли участь у церемонії, підтвердили свою підтримку ініціативи та заявили про намір продовжувати роботу з підготовки й прийняття угоди в найкоротші терміни. Відповідно до статті 39 угоди зацікавлені країн мають час для приєднання до угоди до 31 березня 2013.

## Зміст угоди
Зміст ACTA складається з преамбули і правил, викладених у шести розділах.
- Преамбула окреслює наміри, якими керувалися сторони угоди і підкреслює важливість міжнародних правил, які вже вступили в силу.
- Розділ 1. містить положення загального характеру, які визначають співвідношення ACTA з іншими міжнародними угодами (зокрема угоди TRIPS) і правовими нормами в різних країнах. Перелічуються обов'язки кожної із сторін. Сфера охорони інтелектуальної власності залишається відповідальністю окремих підписантів. Окремо зазначається, що угода не вимагає розкриття інформації, якщо це суперечить національному законодавству або міжнародним угодам, в тому числі нормативним актам, що захищають недоторканність приватного життя та конфіденційної інформації, розголошення якої могло б перешкоджати застосуванню законів або іншим чином суперечило б громадським інтересам або завдавало шкоди законним комерційним інтересам окремих підприємств, державних або приватних. В секції 2 містить означення термінів, що використовуються.
- Розділ 2. забезпечує правову основу для розслідувань і забезпечення прав інтелектуальної власності. Він розділений на п'ять секцій, що описують різні аспекти такої діяльності.
  - Секція 1. Загальні зобов'язання. Сторони зобов'язуються застосовувати ефективні заходи по боротьбі з порушеннями прав інтелектуальної власності на які поширюється Угода, які би, в той же час, не перешкоджали торгівлі і не допускали можливих зловживань.
  - Секція 2. стосується застосування Цивільно-процесуального кодексу. Сторони забезпечують право судовій владі видавати приписи, спрямовані на припинення порушення прав на інтелектуальну власність або поширення нелегальних товарів. Судові власті можуть у відповідних ситуаціях вживати заходів для зупинки або знищення товару. Власником прав набувають права на компенсацію, пропорційну заподіяному збитку. Він може також вимагати порушника вичерпної інформації щодо продукції та каналів збуту контрафактної продукції. В обґрунтованих випадках цивільні суди можуть застосовувати тимчасові заходи у вигляді контролю над фактичними даними, без заслуховування іншої сторони.
  - Секція 3. описує заходи, що використовуються в кордонному контролі. Сторони беруть на себе зобов'язання ефективно розслідувати і захист права інтелектуальної власності в транскордонних ситуаціях. Згідно з цими положеннями підлягають оглядові відправлення будь-якого розміру та (не обов'язково) особистий багаж подорожуючих. Подальші настанови описують процес прикордонного контролю і дії власника майнових прав, що просить про втручання.
  - Секція 4. описує застосування кримінального кодексу. Злочином вважається умисні підробки товарного знака та піратство в промислових масштабах і або сприяння у здійсненні подібних порушень. Окремо розглядається копіювання кінематографічних творів у кінотеатрі під час сеансу (т.зв. Зйомка з екрану[en], Telesync), звинувачення у якому залишається на розгляд сторін. Покаранням за ці злочини може бути як з позбавлення волі, так і фінансова відповідальність. Окрема стаття регулює питання вилучення і знищення контрафактної продукції.
  - Секція 5. регулює захист прав інтелектуальної власності в цифровому середовищі (зокрема Інтернеті). Сторони забезпечують дієвість та ефективність процедур, у тому числі короткострокових превентивних і стримувальних. Реалізація положень не повинна перешкоджати торгівлі або порушувати такі засадничі принципи як свобода слова, право на справедливий судовий розгляд та право на недоторканність приватного життя. Сторони однак можуть вимагати розкриття інформації ISP щодо абонентів, підозрюваних у порушенні прав інтелектуальної власності. Правова охорона поширюється і на технічні засоби, що використовуються для захисту захищених авторських правом записів. Несанкціоноване їх використання або розповсюдження також є підставою звернення до суду. Подібний захист стосується електронна інформація про управління правами[en]. Сторони можуть вводити власні обмеження.

## Критика і спротив
Противники прийняття ACTA, в число яких входять також багато експертів, юристи, журналісти і політики, вважають, що програма таїть в собі великі небезпеки для майбутнього інтернету, свободи слова і прав людини. У ній містяться занадто розмиті вимоги, які можуть при бажанні використовуватися для посилення контролю за суспільством в інтернеті. Причому в разі прийняття АСТА для відстеження того, які сайти відвідувала та чи інша людина, що вона там скачувала, не потрібно дозволу ні суду, ні прокурора. Крім того, угода ACTA дозволить митникам оглядати ноутбуки, плеєри і телефони на предмет нелегального контенту.
Угода встановлює суворий нагляд за дотриманням авторського права в Інтернеті і на ринку інформації, інформаційних технологій і товарів, заснованих на інформаційних технологіях. Відповідно до угоди, працівники митниці можуть оглядати ноутбуки, MP3-плеєри та мобільні телефони на предмет зберігання в них файлів, пов'язаних з порушенням закону про авторське право. Проєкт також передбачає можливість блокування доступу абонентів до мережі після виявлення багаторазових фактів використання нелегального контенту. Він також припускає введення нових вимог до інтернет-провайдерів, які включають в себе часткове розголошення інформації, пов'язаної з діяльністю користувача і впровадження методів повної ідентифікації будь-якого абонента, в тому числі обов'язкова ідентифікація користувачів P2P-мереж, таких як BitTorrent.
Противники АСТА сходяться на думці, що програма є однією із складових частин глобалізації, а основну частку прибутку від її прийняття отримають великі міжнародні корпорації.

## Охорона пропрієтарного цифрового контенту (ПЦК) угодою АСТА та ТРІПС
Незважаючи на те, що стандарти охорони прав ІВ закріплені в ТРІПС і є «конституційної» основою сучасної системи торгівлі в рамках СОТ, однак механізму інтерактивного реагування та блокування піратського контенту у цифровому середовищі (Інтернет і інші мережі) угодою не передбачені.
Саме це, і змусило промислово розвинені країни, розробити і прийняти угоду АСТА. Вона покликана усунути цю проблему, зобов'язуючи держав-підписантів вилучати і знищувати не тільки контрафактні товари, що перевозяться в промислових масштабах і комерційних цілях через їх митну територію, але й ПЦК, що зберігається в мережі Інтернет, або ж перевозиться приватними особами через кордон в своїх ноутбуках, цифрових фотоапаратах та інших аналогічних пристроях.
Враховуючи, що грошовий еквівалент від обороту торгових аспектів прав інтелектуальної власності становлять приблизно 500 млрд дол. США на рік, то не дивно, що тенденція розвитку міжнародної системи охорони права ІВ проявляються в поступальної боротьбі не тільки з піратською продукцією, що поширюється в комерційних цілях і в промислових масштабах, але в першу чергу з контрафактним ПЦК, що знаходиться у власності приватних осіб. Саме ця особливість і відрізняє сучасні угоди, такі як АСТА і СОПА, від документів, що регламентують охорону прав ІВ в рамках СОТ (1. Чибисов Д. М. «Правові та морально-етичні засади охорони пропрієтарного цифрового контенту в рамках угод АСТА і ТРІПС» // Митна справа — 2012. — № 5.).
Під «пропрієтарним цифровим контентом» (ПЦК) Д. М. Чибісов пропонує розуміти ліцензійне програмне забезпечення, аудіо-відео, текстові матеріали, а також інші електронні інформаційні ресурси охоронювані нормами права СОТ і зокрема ТРІПС.

### Спротив
Онлайн-петиція проти угоди зібрала більше мільйона підписів, за звітом мережі EurActiv в Центральній Європі.
На початку лютого 2012 Польща, Чехія і Словаччина відклали ратифікацію угоди, зіткнувшись з хвилею громадянських протестів на вулицях, а також хакерських атак на сайти державних відомств.
11 лютого 2012 року близько 200 тисяч осіб в багатьох великих містах Європи взяли участь у мітингах і демонстраціях проти угоди ACTA., на вулиці вийшли громадяни Польщі, Чехії, Німеччини, Австрії, Фінляндії, Франції, Болгарії, Словаччини, а також інших держав центральної та східної Європи.

## Процес ратифікації у Європі
Від імені Європейського союзу в процесі роботи над угодою взяли участь члени єврокомісії та представники країн ЄС під головуванням країни-президента ЄС. На прохання Комісії з міжнародної торгівлі Європейський парламент уповноважив 18 грудня 2008 членів Комісії для проведення переговорів по ACTA. 25 вересня відповідне рішення з цього питання прийняла Рада Європейського Союзу. Відсутність прозорості в проведенні дискусій і обмежений доступ до матеріалів переговорів став причиною критики з боку парламенту (див. нижче). Остаточний варіант угоди був підтриманий 24 листопада 2010 16 грудня 2011 Рада також остаточно прийняла угоду. Інформація про це останній у прес-релізі на тему сільського господарства та рибальства.

### Відхилення законопроєкту Європарламентом
Угода була по тихому ратифікована Єврокомісією та парламентами країн-учасниць Євросоюзу. Для вступу закону в силу залишалося затвердити проєкт в Європейському парламенті.
Але Парламент Європейського союзу прислухався до побажань громадськості і 4 липня 2012 відхилив законопроєкт ACTA, який загрожував обмеженням громадянських свобод і права вільного доступу до інформації. Проти прийняття ACTA проголосувало 478 парламентарів, 146 утрималися і 39 проголосували за, таким чином, голосування було практично одностайним. Хоча до моменту голосування було відкритим питання, чи сумісний законопроєкт з законами європейського союзу, але той факт, що парламентарії його відхилили, означає, що його прихильникам доведеться зайнятися написанням нового закону.
Однак, за словами комісара ЄС з питань торгівлі — Карела де Гюхта, — боротьба з піратством на цьому не закінчується. «Єврокомісія продовжить консультації з Європейським судом, щоб встановити, чи порушує ця угода які-небудь фундаментальні права жителів Європи, зокрема право на свободу слова», — зауважив він.